# Kabar Āftāb
Kabar Āftāb (persiska: کی برآفتاب, Kay Barāftāb, کبر آفتاب) är en ort i Iran.   Den ligger i provinsen Lorestan, i den västra delen av landet, 400 km sydväst om huvudstaden Teheran. Kabar Āftāb ligger 1 172 meter över havet och antalet invånare är 144.
Terrängen runt Kabar Āftāb är huvudsakligen kuperad, men norrut är den bergig. Runt Kabar Āftāb är det ganska tätbefolkat, med 72 invånare per kvadratkilometer. Närmaste större samhälle är Vasīān, 19,4 km sydost om Kabar Āftāb. Omgivningarna runt Kabar Āftāb är i huvudsak ett öppet busklandskap.